# Победино (Гурьевский городской округ)
Победино — посёлок в Гурьевском городском округе Калининградской области. Входил в состав Низовского сельского поселения (упразднёно в 2014 году).

## История
В 1946 году Легиттен был переименован в поселок Победино.

## Население
| 2002 | 2010 |
| ---- | ---- |
| 41   | ↗44  |

В 1910 году в нем проживал 119 человек